# Olivia Lindstedt
Olivia Lindstedt, född 23 maj 2001, är en svensk fotbollsspelare som spelar för AIK.

## Karriär
Lindstedt började spela fotboll i Glumslövs FF. Hon gick därefter till FC Rosengård, där hon fick chansen i A-laget säsongen 2019. I juni 2020 skrev hon sitt första A-lagskontrakt med klubben. 2021 flyttade hon till Florida, där hon spelade universitetsfotboll för Florida Gulf Coast Eagles. Efter ett år i USA flyttade hon tillbaka till Malmö och FC Rosengård. I augusti 2022 lånades hon av AIK. En klubb som hon spelade för på lån även över säsongen 2023. Inför 2024 meddelade AIK att klubben och Lindstedt var överens om en permanent övergång och ett kontrakt på två år.
Lindstedt har spelat tre U17- och 2 U19-landskamper för Sverige.